# Bitka za Našice 1944.
Bitka za Našice u studenom 1944. godine bila je, s 18 tisuća vojnika, najveća bitka na tlu Slavonije tijekom Drugoga svjetskog rata.
Početak napada na okolne garnizone bio je predviđen za 17. studenoga u 22 sata. Napad na Našice počeo je u 7 sati, 18. studenoga, a u napadu su sudjelovale 16. i 18. brigada 40. slavonske divizije. Borbe u Našicama trajale su punih 7 dana i noći. Obrambene snage koristile su se tenkovima, topništvom i zrakoplovstvom. Napad slavonskih partizana trajao je 50 sati.
Dvanaesta slavonska brigada je u suradnji s 18. brigadom zauzela cijeli grad Našice, osim Pejačevićevog dvorca. Ostatak od oko 250 njemačkih vojnika sklonio se u dvorac. Oko 16:30 sati 22. studenoga 1944. Štab 12. brigade obavijestio je štab divizije da je brigada izvršila dobiveni zadatak. No, 24. studenoga oko 5 sati, njemački tenkovi su s 1500 njemačkih vojnika ušli u Našice, nakon čega su uspjeli zadržati uporište.
Tijekom borbe oko Našica, bilo je uništeno 7 tenkova i 40 automatskih oružja. Na obje strane poginulo je više od 2000 vojnika. Na ulicama Našica ostalo je oko 300 njemačkih leševa. Prema partizanskoj procjeni, gubici neprijatelja iznosili su oko 900 poginulih i 600 ranjenih. Gubici NOVJ-a iznosili su 156 poginulih i 812 ranjenih. Bilo je zaplijenjeno: 600 pušaka, 40 puškomitraljeza i mitraljeza, 10 lakih minobacača, 327.000 puščanih metaka, 230 mina za minobacače, 180 šatorskih krila, 150 para obuće i odjeće i druge opreme.